# Vernonia longibracteata
Vernonia longibracteata là một loài thực vật có hoa trong họ Cúc. Loài này được S.Ortiz & Rodr.Oubiña miêu tả khoa học đầu tiên năm 1999.